# Zdrój (dwutygodnik)
Zdrój – dwutygodnik wydawany w Poznaniu w latach 1917–1922, skupiający pisarzy i artystów z grup Bunt i Zdrój. Założycielem i redaktorem naczelnym pisma był Jerzy Hulewicz. Podtytuł periodyku brzmiał „poświęcony sztuce i kulturze umysłowej”. Aż do ostatniego numeru czasopismo nie miało komitetu redakcyjnego, powołano go dopiero przed wydaniem ostatniego zeszytu. W jego skład weszli, oprócz redaktora naczelnego, Witold Hulewicz (pseudonim Olwid, brat Jerzego), Zenon Kosidowski i Władysław Skotarek. Wydawcą pisma do 1920 była poznańska Spółka Wydawnicza „Ostoja”, następnie Nakład Braci Hulewiczów. Redakcja mieściła się przy placu Wolności (wówczas plac Wilhelmowski).
Wysokość nakładu sięgała 1500 egzemplarzy. W byłym Księstwie Poznańskim w styczniu 1918 roku „Zdrój” liczył ok. 650 prenumeratorów, w Galicji – 50, w Warszawie – 500. Tych ok. 1200 stałych czytelników zapewniało płynność finansową pisma, natomiast sprzedaż pozostałych egzemplarzy odbywała się głównie poprzez księgarnie.

## Dzieje pisma
W okresie od powstania czasopisma do 1918 roku na jego łamach publikowali: Stanisław Przybyszewski, Wacław Berent, Adolf Chybiński, Zdzisław Dębicki, Jan Kasprowicz, Jan Lemański, Jan Lorentowicz, Ignacy Matuszewski, Artur Oppman, Władysław Orkan, Edward Porębowicz, Władysław Reymont, Kazimierz Przerwa-Tetmajer, Stefan Żeromski. W zamierzeniach redaktora naczelnego pismo miało stać się animatorem życia kulturalnego w Poznaniu oraz nawiązywać kontakty z Warszawą i Galicją.
Po 1918 roku współpraca Przybyszewskiego z czasopismem została zerwana, ponieważ zaczęli dominować w nim młodzi artyści, skupieni wokół grupy Bunt. W wydaniu specjalnym, poświęconym tej grupie, opublikowano grafiki Jerzego Hulewicza, Małgorzaty i Stanisława Kubickich, Władysława Skotarka, Stefana Szmaja, Jana Wronieckiego, Augusta Zamoyskiego. Autorami tekstów literackich i manifestów byli: Adam Bederski, Kubiccy, Jerzy Hulewicz. Od tego momentu pismo stało się trybuną nowej grupy artystycznej.
W czerwcu 1919 roku, po upadku grupy Bunt, na łamach czasopisma zaczęli publikować Wilam Horzyca, Julian Tuwim, Kazimierz Wierzyński oraz Jarosław Iwaszkiewicz, który został mianowany głównym przedstawicielem czasopisma w Warszawie.
W marcu 1920 roku Jan Stur (pseudonim Hersza Feingolda), przybywszy ze Lwowa, ogłosił na łamach „Zdroju” manifest Czego chcemy. Stał się on zaczynem nowej grupy literackiej – tzw. „Zdrojowców”, do której weszli Józef Wittlin, Emil Zegadłowicz, Zenon Kosidowski. Grupa postawiła sobie za zadanie zdefiniować ekspresjonizm oparty na polskim rodowodzie (w przeciwieństwie do niemieckich konotacji ekspresjonizmu „Buntu”). Szybko jednak okazało się, że rytm dwutygodniowy pisma przeszkadza nowej grupie; ostatecznie odłączyli się od redakcji i przestali na łamach „Zdroju” publikować. Dla pisma oznaczało to nieuchronny koniec – w grudniu 1920 roku zawieszono działalność, w tym samym roku wydając jeszcze antologię tekstów i prac graficznych czasopisma pt. Brzask epoki. W walce o nową sztukę ze wstępem Jerzego Hulewicza. W 1922 roku wydano ostatni numer ze zmienioną szatą graficzną i nowym adresem redakcji (Kościanki, poczta Sokolniki – posiadłość Hulewiczów), jednak upadłego pisma nie udało się reaktywować.

## Działalność społeczna
Czasopismo „Zdrój” nigdy nie miało charakteru ściśle artystycznego, a publikujący na jego łamach twórcy starali się łączyć tematy dotyczące sztuki z działalnością społeczną. W grudniu 1917 roku na łamach periodyku zaatakowano Filharmonię Warszawską za to, że nie jest „ogniskiem twórczości polskiej”. W 1918 roku skrytykowano Gustawa Daniłowskiego za poprawianie własnej powieści Maria Magdalena tak, aby nie urażała niczyich uczuć. Entuzjastycznie powitano odzyskanie przez Polskę niepodległości (artykuł Jerzego Hulewicza Gdy Trójca w Jednię się przemienia). W artykule Naczelnikowi hołd Józef Piłsudski nazwany został „mężem, którego wolność wolnością się stała narodu”. Redakcja krytykowała endecję, decyzje Polskiego Sejmu Dzielnicowego oraz Komisariat Naczelnej Rady Ludowej, a redaktorzy „Zdroju” niejednokrotnie kpili ze strachu poznaniaków przed otwieraniem filii księgarni warszawskich, krakowskich czy lwowskich.
Publicyści „Zdroju” wyrażali także swój krytyczny stosunek do Kościoła katolickiego, twierdząc, że nie ma on prawa do wyznaczania norm etycznych. Walczyli także o szkołę bezwyznaniową, co spowodowało postrzeganie periodyku jako pisma „probolszewickiego”.

## Typografia pisma
Objętość każdego zeszytu wynosiła 32 strony w sztywnej okładce ozdobionej drzeworytem. Czasopismo drukowano w formacie quarto. Sześć zeszytów tworzyło tom. Układ zawartości czasopisma, przede wszystkim numerów początkowych z 1917 roku, wyglądał następująco:
- artykuł wstępny, drukowany w całej szerokości kolumny;
- myśli i aforyzmy Mickiewicza, Słowackiego lub Norwida;
- poezja, proza, tłumaczenia z języków obcych, rozprawy z teorii sztuki i filozofii;
- Miscellanea: recenzje, noty, przypisy do rubryki „U poetów”, odpowiedzi redakcji, komunikaty, informacje wydawnicze etc.

W późniejszych numerach dużo miejsca zajmowały grafiki współpracowników, które w ostatnich zeszytach obejmowały nawet całe strony. Publikowano również reprodukcje van Gogha, Klee, Matisse’a, Picassa oraz Leona Chwistka, Tytusa Czyżewskiego, Andrzeja i Zbigniewa Pronaszków, Stefana Szmaja, Jana Spychalskiego, Jana Jerzego Wronieckiego, Augusta Zamoyskiego i innych.